# 天安门广场
天安门广场是位于中华人民共和国北京市中心的城市广场，是世界上最大的城市广场之一。因位于明清北京皇城的南门「天安门」外而得名。广场位于北京中軸線上，南北長880米東西寬500米，面積44萬平方米。广场北端设有国旗杆，每天都會隨日出、日落進行升旗、降旗仪式。
根据《北京市户外广告设置管理办法》，天安门广场地区及广场东侧、西侧各100米范围内禁止设置户外广告。另外，驶经天安门广场的公共汽车的车身也不得有广告。因此在天安门广场上，除节日豎立起的政治标语外，基本上看不到任何广告标语。
天安门广场上发生过许多重大的、对中国历史发展之沿革有着相当影响力的历史事件，例如五四运动、三一八惨案、中华人民共和国开国大典、毛泽东接见红卫兵、六四天安门事件、天安门金水桥恐怖袭击案等等。

## 历史

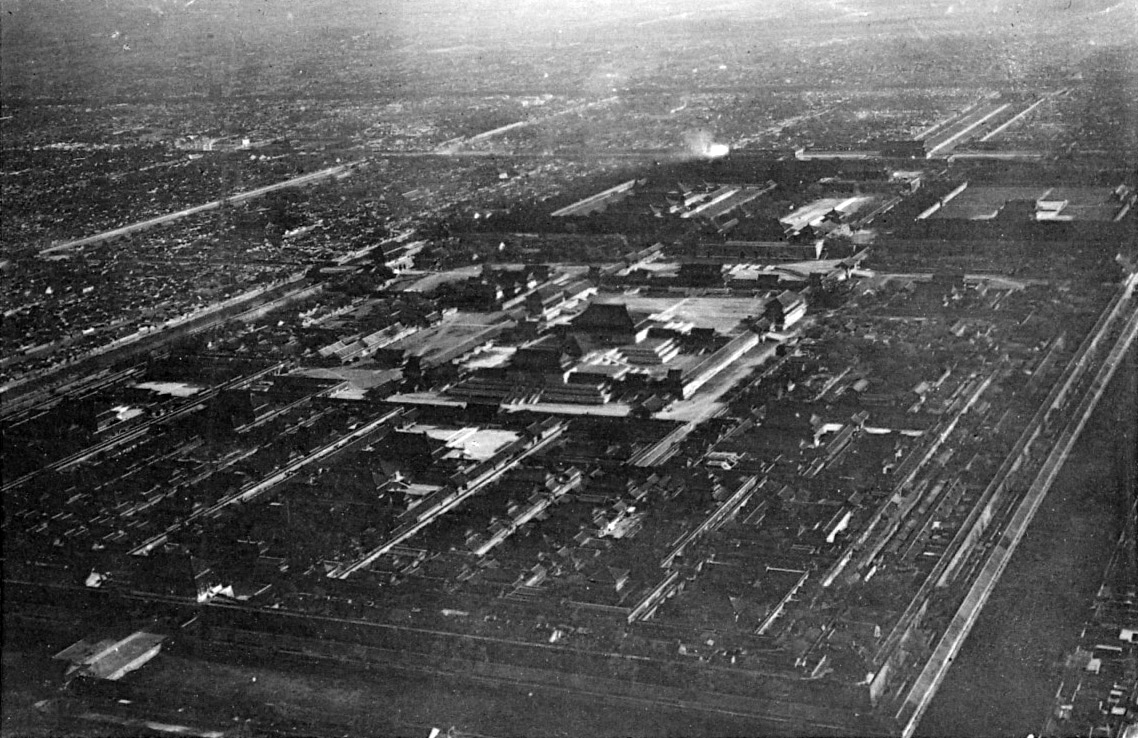
紫禁城航拍图（1900年-1901年），可见“T”型广场

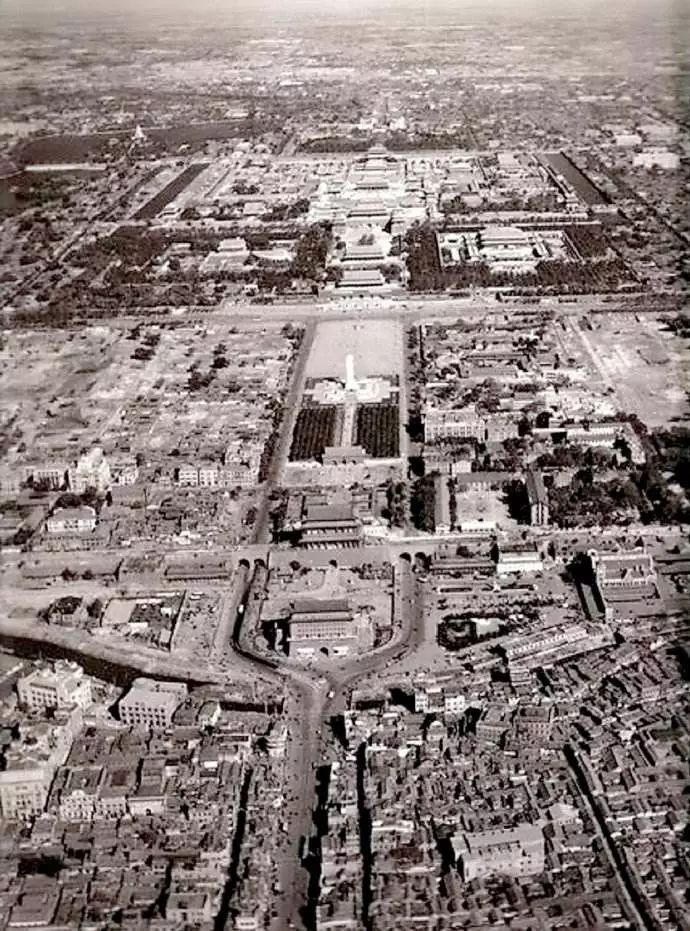
1958年至1959年间天安门广场附近的航拍照片

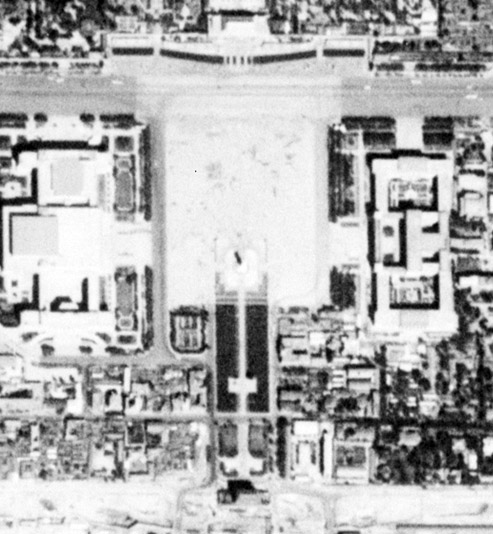
天安门广场的卫星图像 (1967年9月20日)

天安门广场的所在地，是明朝和清朝的“千步廊”及其东西邻近建筑物和道路。北京皇城始建于明朝永乐十五年（1417年）。皇城南垣长约1,650米，南垣正中为天安门。天安门前复筑“T”型宫廷广场，正对天安门的正中是“千步廊”的通道。通道东西狭、南北长，通道内东西建有廊房各110间，又北部东西折有北向廊房各34间，均为连檐通脊，灰筒瓦硬山顶，红墙。千步廊南端为大明门（清朝称大清门，中华民国至中华人民共和国称中华门）。中华门南隔“棋盘街”与北京内城正阳门城楼相对。天安门前长安街东西有长安左门、长安右门，此二门南各与千步廊东西两端相接，构成封闭的“T”形广场，禁民通行。
中华民国成立后，为便利通行，1912年12月将长安左、右门的汉白玉门槛拆除；1913年1月1日长安街正式通行。1914年，拆除千步廊。中华人民共和国成立后，1952年8月，长安左、右门被全部拆除。1958年，拆除千步廊东西复墙。1959年，拆除中华门。
1959年1月进行天安门广场改建工程，同年3月北京内城区域停驶有轨电车，此后拆除了广场周围的有轨电车轨道。金水桥南至国旗杆间的道路从两幅改建为一幅，形成宽80米的石板道。东、西边缘各辟30米沥青混凝土道路，即今广场东侧路、广场西侧路。其间，同时建成了中国革命历史博物馆和人民大会堂等建筑，并改建了金水河北面的天安门观礼台。全部工程均于1959年9月24日完成。1959年10月1日在此举行了庆祝中华人民共和国成立十周年的检阅和游行活动。改建后的广场总面积292,700平方米。
1976年9月9日毛澤東逝世，同年在广场南原中华门的位置建毛主席紀念堂。
1999年10月1日，举行国庆五十周年大典。在大典之前，天安门广场的地砖全部更换，换下来的旧地砖为收藏家热捧，1块地砖炒到了数千元人民币。
2024年7月27日，天安门广场及其建筑群（人民英雄纪念碑、毛主席纪念堂、國家博物館和人民大会堂）作为「北京中轴线——中国理想都城秩序的杰作」的组成部分，入選世界遗产。

## 重大事件
- 1919年，“五四运动”。

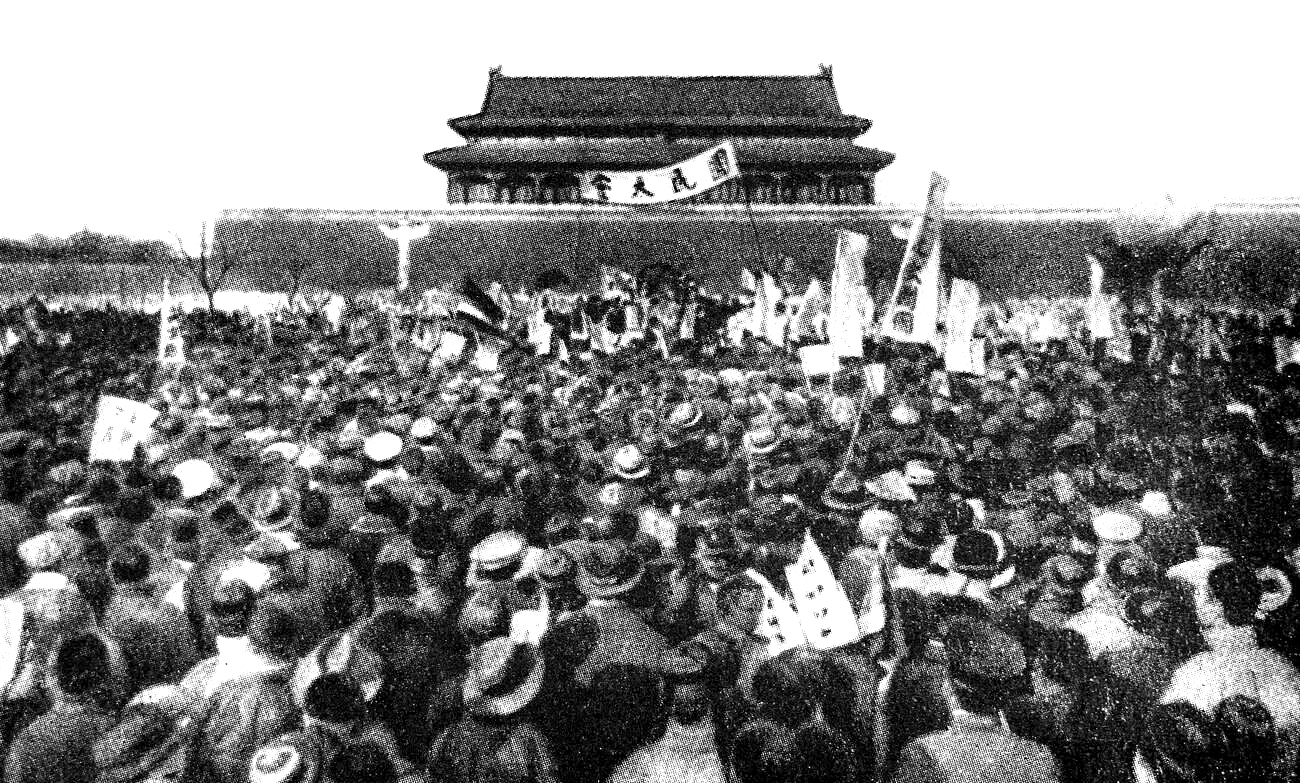
1919年5月4日，北京13家大學逾3000名學生聚集，五四運動開始。

- 1926年，“三一八惨案”（“反对八国最后通牒的国民大会”）。
- 1935年，“一二·九运动”。
- 1948年，“反饥饿、反内战、反迫害运动”。
- 1949年，中华人民共和国开国大典（包括毛泽东阅兵）。
- “文化大革命”中，毛泽东在天安门城楼上多次接见过从中国大陆各地来的红卫兵。
- 1976年，“四五运动”。
- 1984年，首都各界人民庆祝中华人民共和国成立35周年大会（包括邓小平阅兵）。
- 1989年，“六四天安门事件”，首都各界庆祝中华人民共和国成立40周年大会。
- 1999年，首都各界庆祝中华人民共和国成立50周年大会（包括江泽民阅兵）。
- 2001年1月23日（除夕），天安門自焚事件。
- 2009年，首都各界庆祝中华人民共和国成立60周年大会（包括胡锦涛阅兵）。
- 2013年10月28日，天安门金水桥恐怖袭击案。
- 2015年9月3日：纪念二战胜利70周年阅兵式（习近平阅兵）。
- 2019年，庆祝中华人民共和国成立70周年大会（包括习近平阅兵）。
- 2021年，庆祝中国共产党成立100周年大会。

## 广场及其周边主要景观

### 旗杆
开国大典上的旗杆高22米（多讹传为22.5米），是用北京市自来水公司四根不同管径套起来焊接，底部粗大上部细小，并且有三节明显的焊接印。原本要求旗杆与天安门城楼等高，经测算为35米，但当时条件有限，未能找到合适的材料。而第一代旗杆基座四周为封闭的汉白玉栏板，并未留有出入口，负责展旗的旗手不得不使用简易梯子爬到旗杆旁升旗，旧栏板最终于1991年3月18日拆除。
1990年10月1日，《中华人民共和国国旗法》颁布实施后，根据国旗法要求，天安门广场的旗杆在1991年4月16日更换过一次，新旗杆高30米（总长32.6米），基座改建工程随后于1991年4月25日完工。1999年9月，旗杆电动驱动装置曾增换变频调速行星摆线针轮减速机，使升旗速度变为两种速度（用时设46秒、2分07秒两档），并加装了一套带有两个输出轴头的增速齿轮箱，分别用于46秒（一遍国歌，用于阅兵式等重大活动）和2分07秒（三遍国歌，用于平日升旗）的手动升旗，以满足该年10月1日首都各界庆祝中华人民共和国成立50周年大会只奏一遍国歌的需要。2018年1月1日起，天安门广场改为常态化46秒升旗（只奏一遍国歌）。
原来的旗杆于1991年改造后立在原中国革命博物馆，2007年拆装后于馆内库区收藏。2011年6月21日，在中国国家博物馆重新对公众展出。

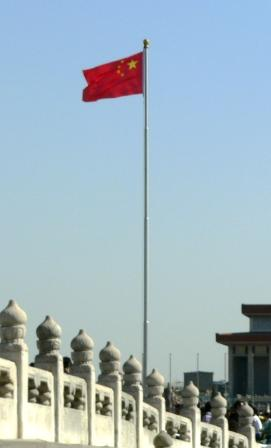
天安门的旗帜
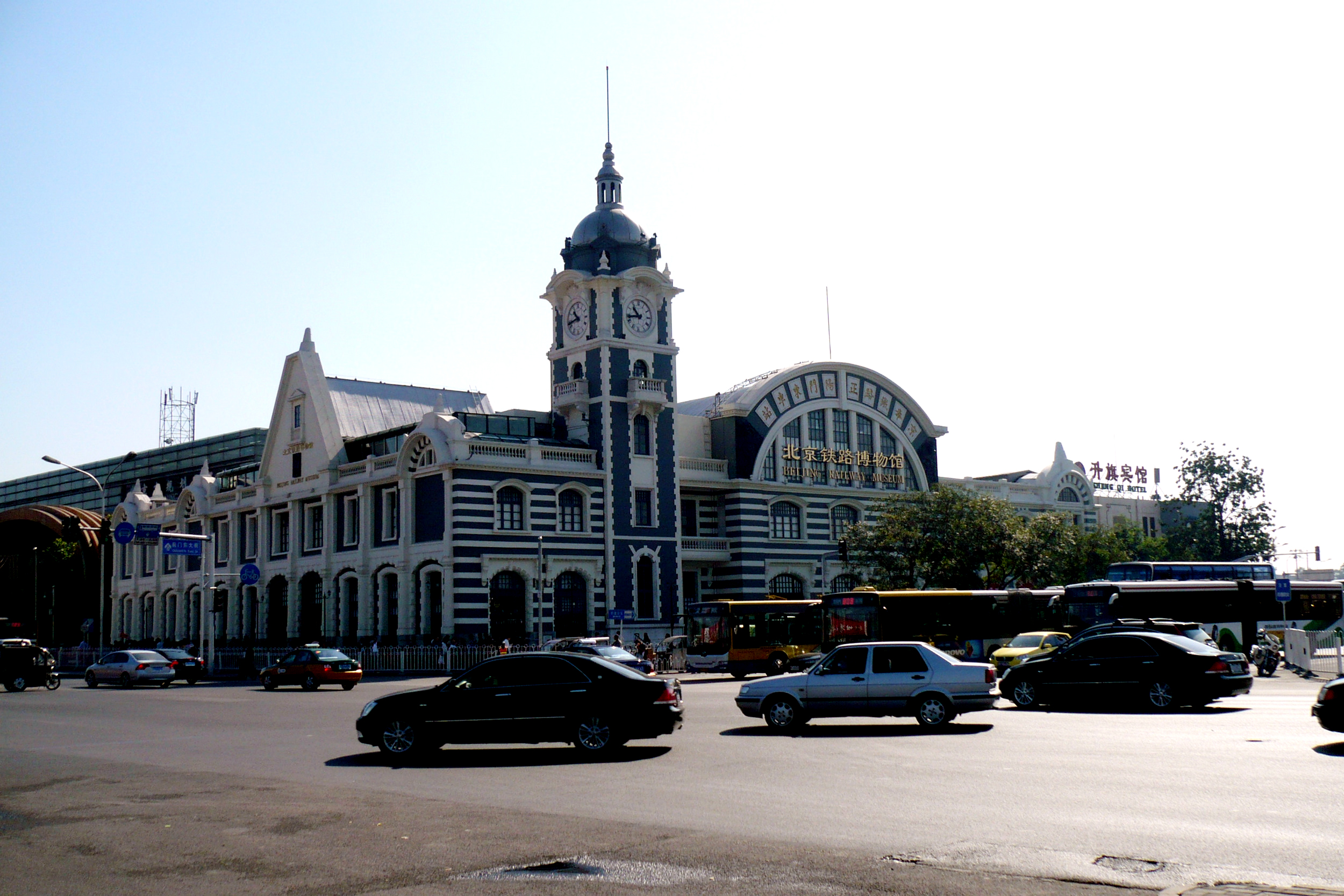
前门老车站
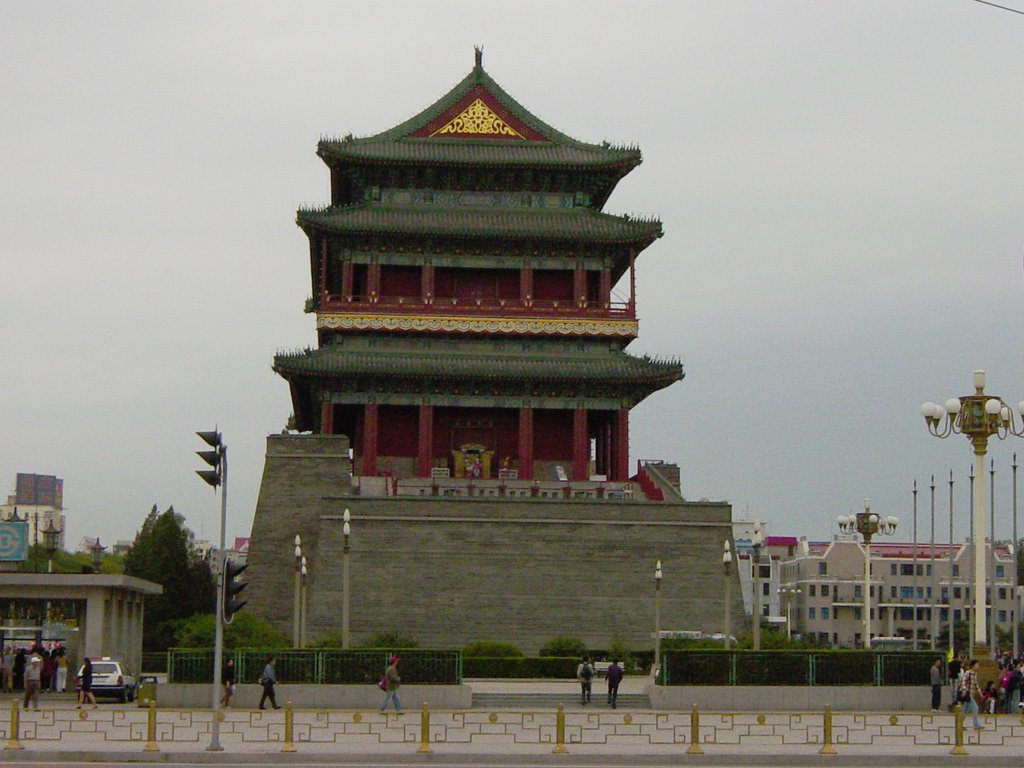
正阳门城楼
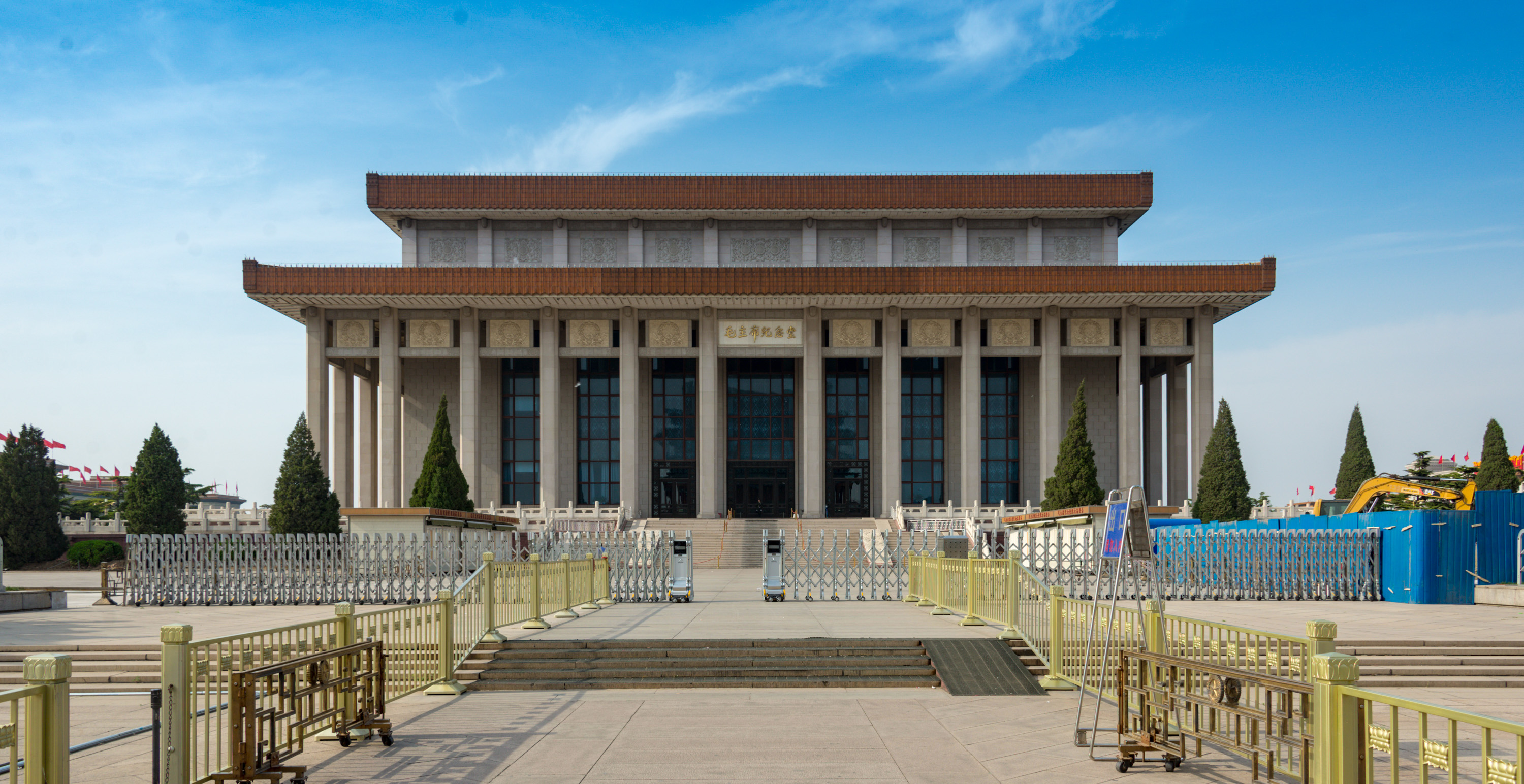
毛主席纪念堂
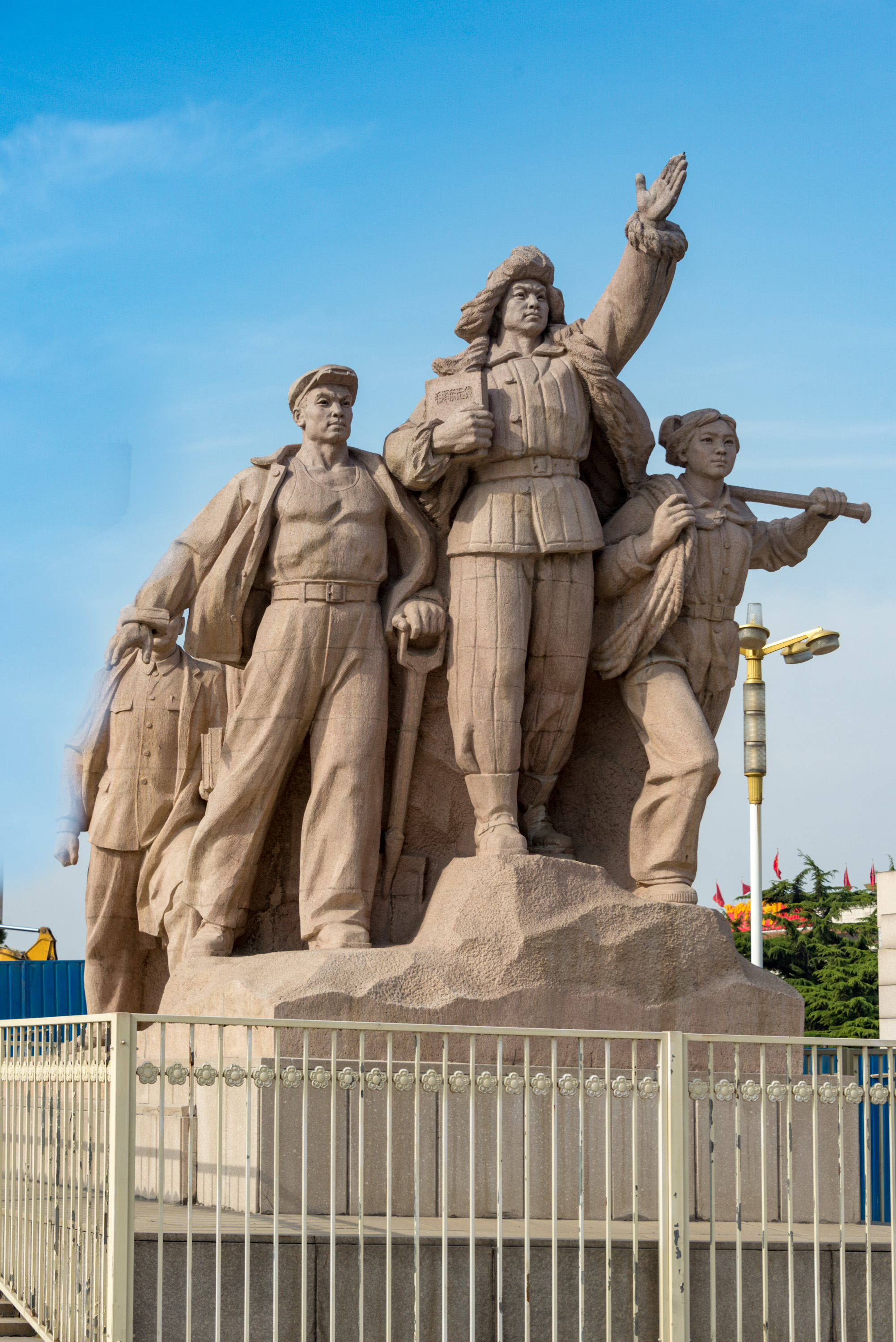
毛主席纪念堂门前的雕塑
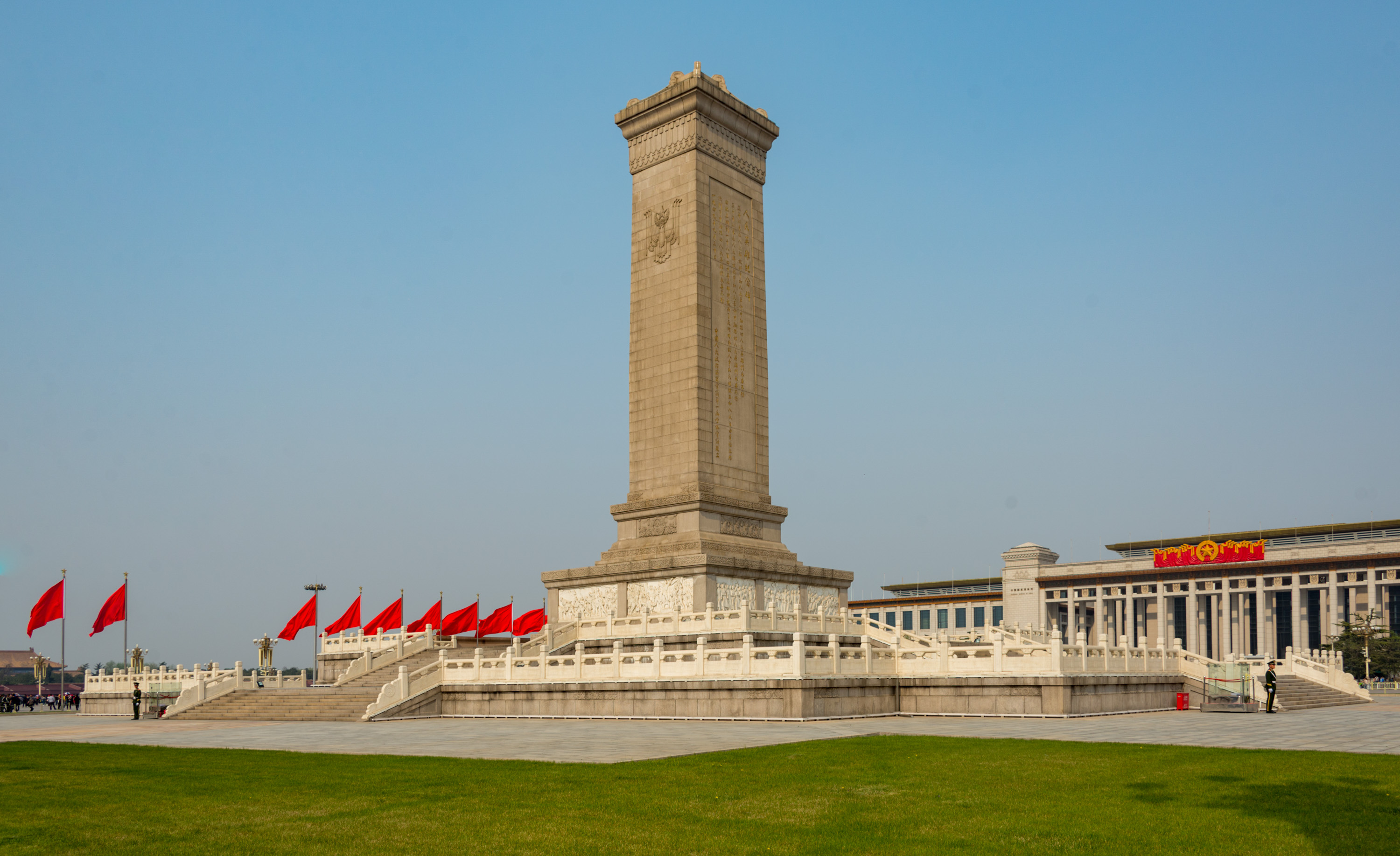
人民英雄纪念碑
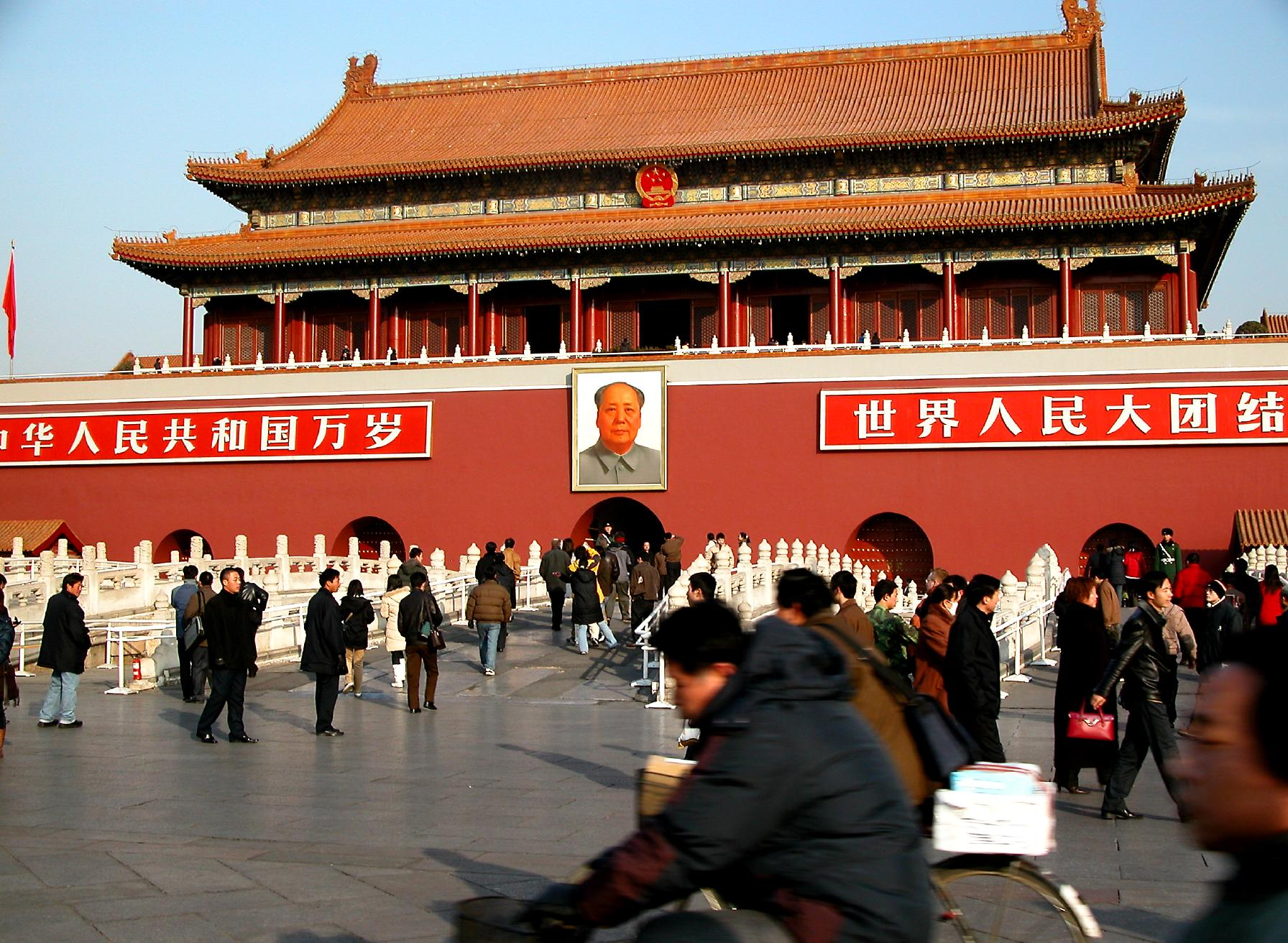
天安门，紫禁城入口
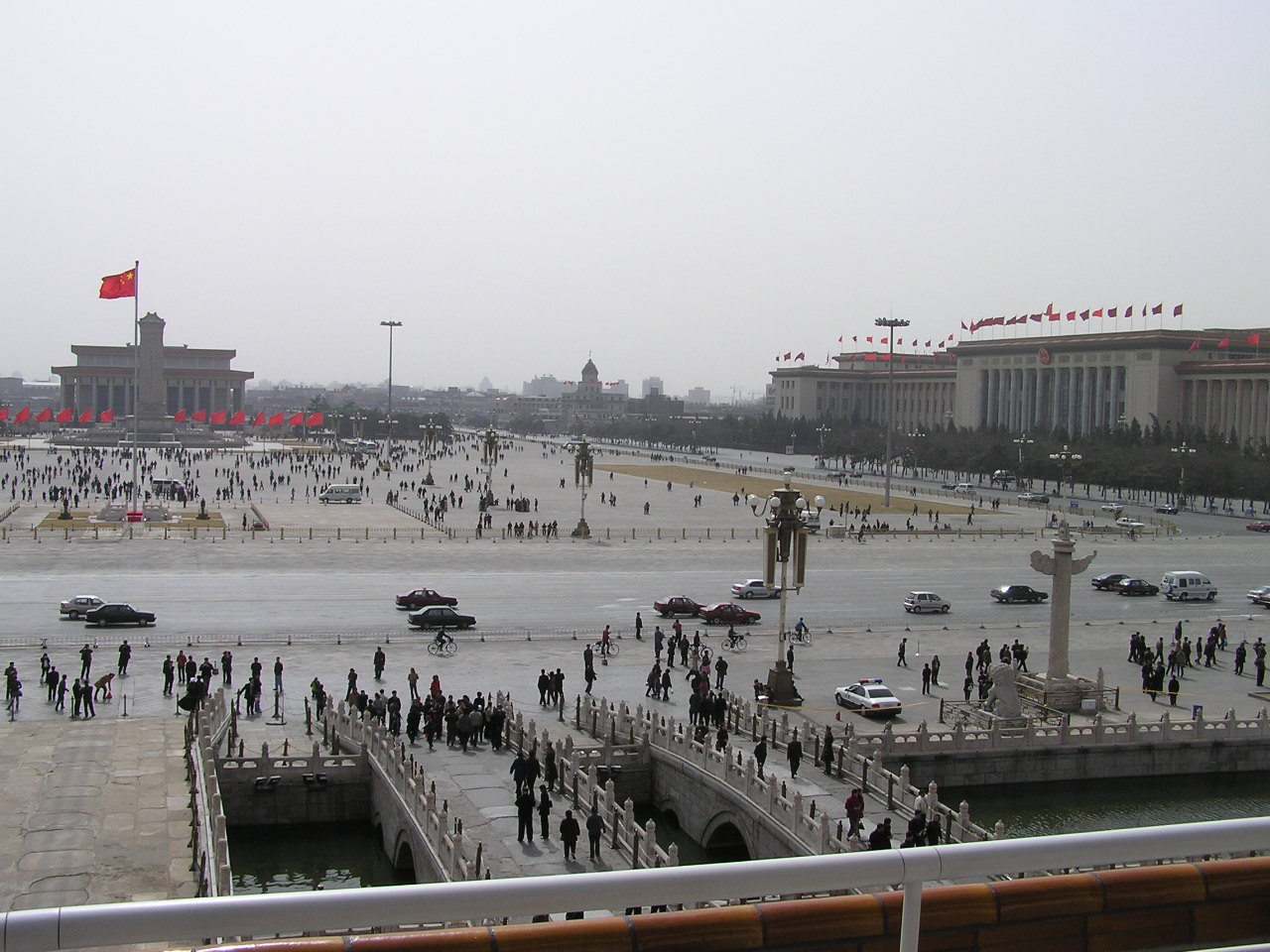
天安门广场鸟瞰

### 其他
- 天安门
- 故宫
- 中山公园
- 劳动人民文化宫
- 人民英雄纪念碑
- 毛主席纪念堂
- 人民大会堂
- 中国国家博物馆
- 前门

## 参观
自2021年12月15日起，游客需要提前预约才能进入广场区域参观。

## 相关作品
- 相声《特大新闻》